# Spazio nell'arte

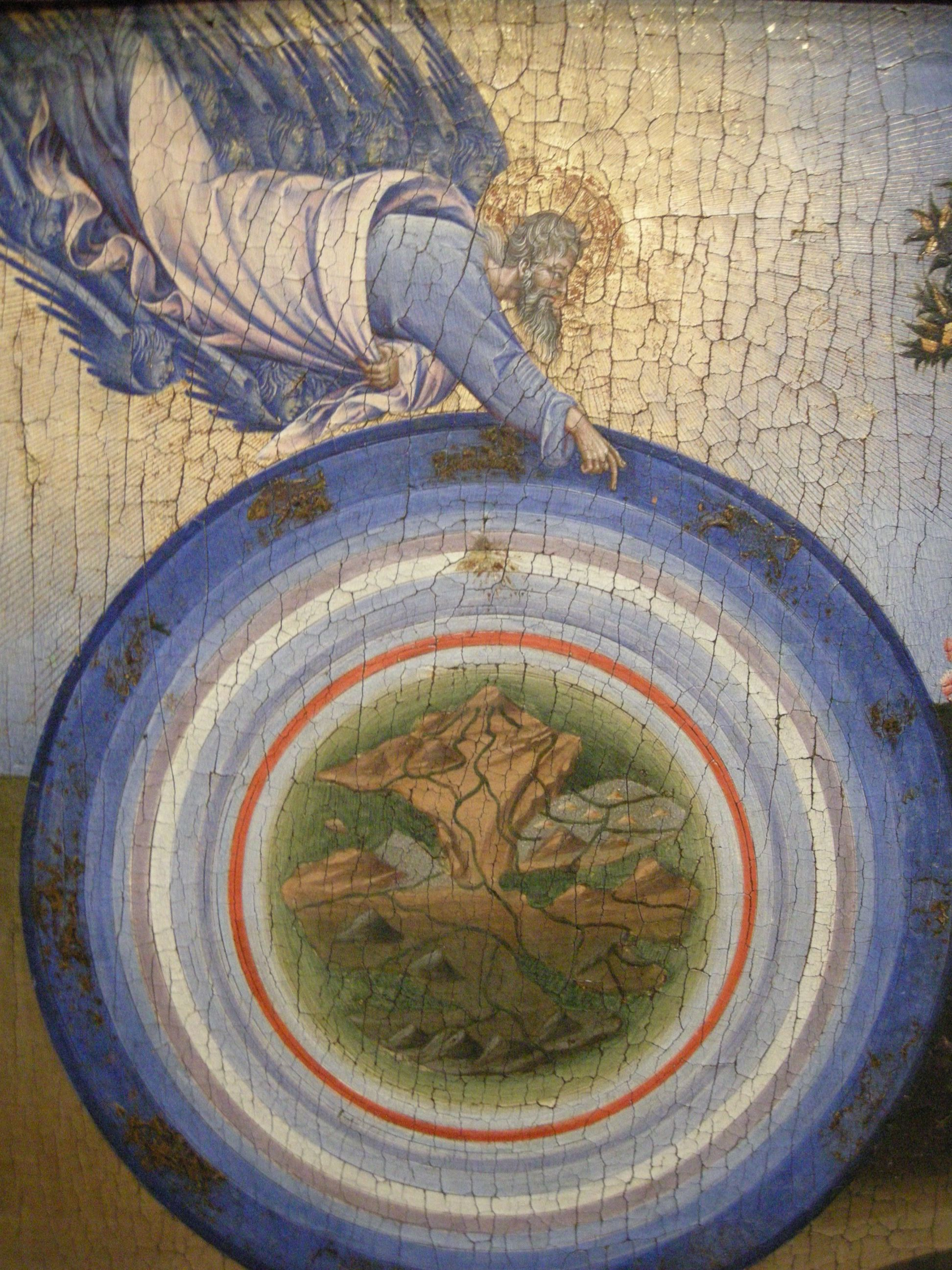
Creazione del mondo ed espulsione dal paradiso terrestre (1445) di Giovanni di Paolo

Più volte gli esperti del settore hanno descritto lo spazio nell'arte, e il ruolo che esso ha avuto nel corso della storia. Coloro che creano opere ispirate allo spazio vengono spesso inseriti nel novero della cosiddetta space art, il cui fine è creare un senso di stupore e meraviglia di fronte all'imponenza e alla bellezza dell'universo. Coloro che creano questo tipo di arte si servono di mezzi molto diversi, che possono spaziare dagli strumenti digitali, alla grafica, a metodi più tradizionali, come la pittura e la scultura.

## Storia

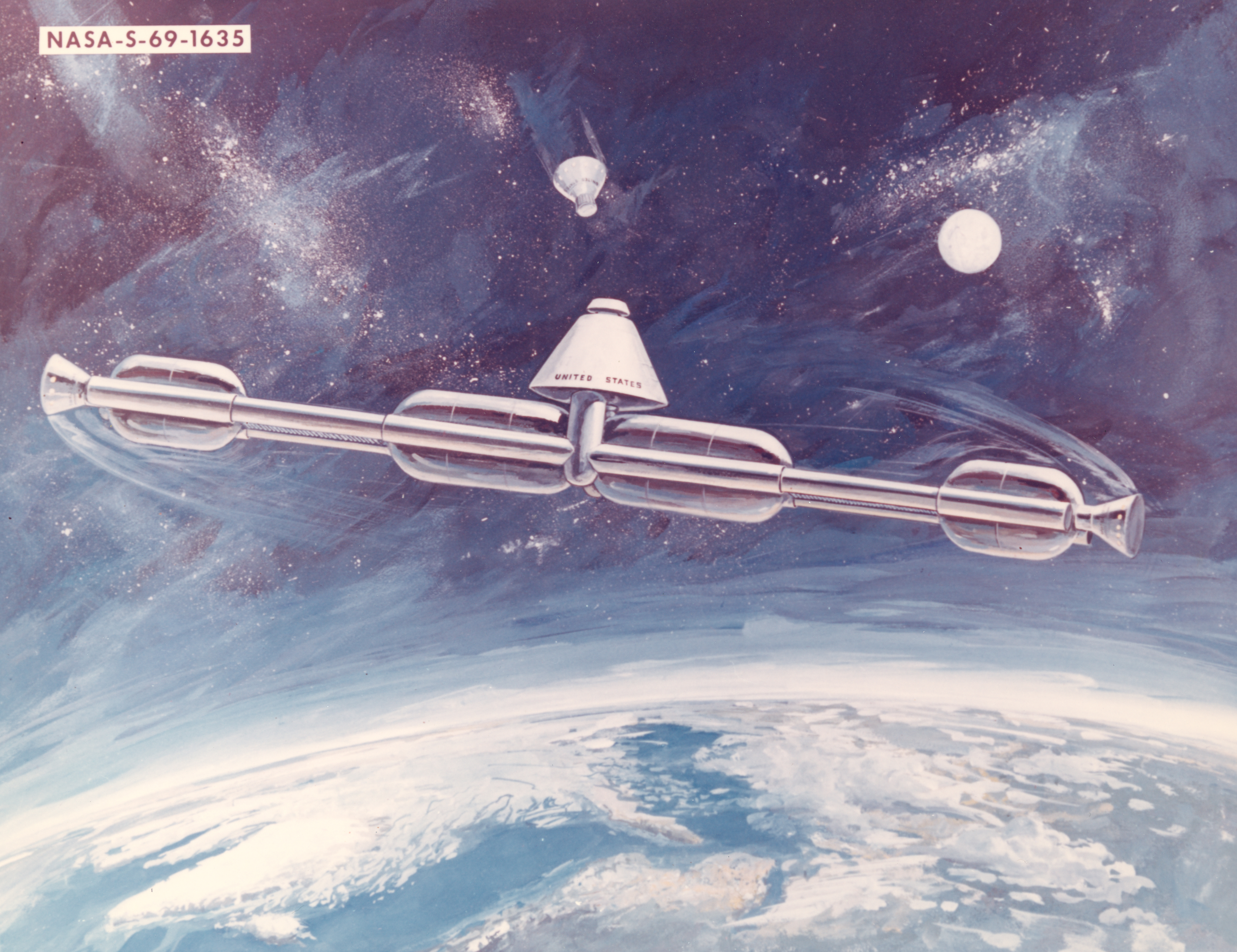
Illustrazione di una nave spaziale del 1969

L'arte raffigurante lo spazio ebbe alcuni dei suoi pionieri figurativi durante il Medioevo e il Rinascimento. Le opere dell'epoca raffiguravano il cosmo in relazione al Creatore, come confermano i mosaici di alcune chiese italiane, o i frontespizi di numerose Bibbie del XIII secolo. L'arte ispirata allo spazio si è venuta a identificare con la fantascienza e l'arte fantastica, e caratterizza molte espressioni di arte pop esplose durante il Novecento come, ad esempio, i fumetti, la grafica, e il graffitismo. Alcuni dei maggiori esponenti di space art dell'epoca furono Chesley Bonestell, David A. Hardy, William Hartmann e Don Dixon.